# دانیل بارونه
دانیل بارونه (اسپانیایی: Daniel Barone‎؛ زادهٔ ۲۱ اوت ۱۹۶۵) کارگردان فیلم و کارگردان تلویزیونی اهل آرژانتین است.
از فیلم‌ها یا مجموعه‌های تلویزیونی که وی در آن‌ها نقش داشته است، می‌توان به زنان قاتل و مجردمانده‌ها اشاره نمود.